# H.C. Robbins Landon

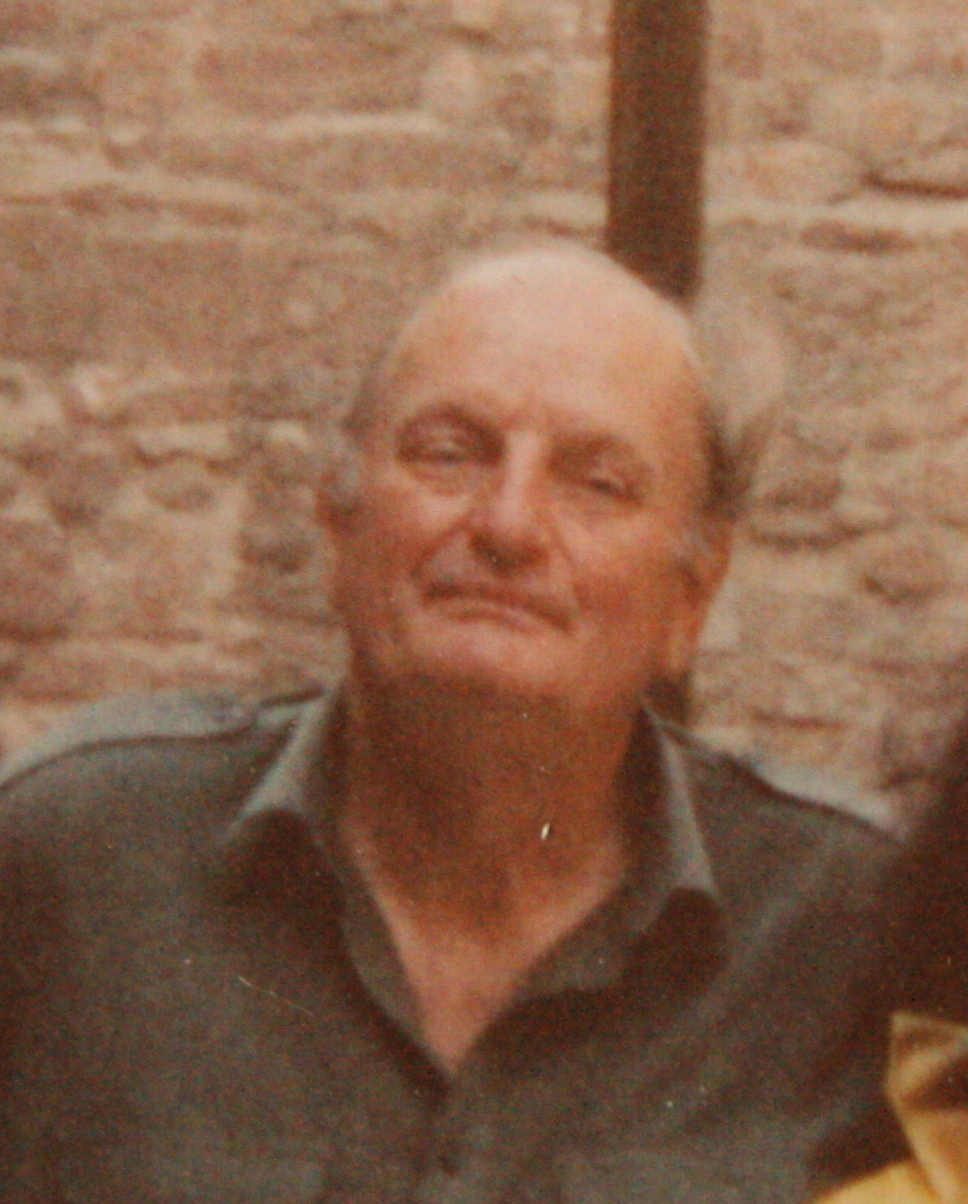
Robbins Landon

Howard Chandler Robbins Landon (Boston, 6 maart 1926 – Rabastens, 20 november 2009) was een Amerikaans musicoloog.
Landon studeerde muziek aan de universiteit van Boston en ging nadien naar Europa, waar hij als muziekcriticus werkte. Vanaf 1947 deed hij in Wenen onderzoek naar Joseph Haydn, een componist waarover hij een autoriteit werd. Zijn boek Symphonies of Joseph Haydn werd in 1955 gepubliceerd. Hij schreef verschillende werken over Haydn. Robbins Landon publiceerde over andere componisten uit de 18e eeuw, zoals Wolfgang Amadeus Mozart, Ludwig van Beethoven en Antonio Vivaldi.
In 1994 ontstond een controverse over een aantal pianosonates die volgens Robbins Landon pas ontdekt waren, maar nadien vervalsingen bleken.

## Werken
- Symphonies of Joseph Haydn (1955)
- Beethoven; a documentary study. Compiled and edited by H.C. Robbins Landon. New York: Macmillan. 1970. (vertaling van Beethoven; sein Leben und seine Welt in zeitgenössischen Bildern und Texten Zürich: Universal Edition, 1970.)
- Haydn: Chronicle and Works. Bloomington: Indiana University Press, 1976-1980. (Also London: Thames and Hudson.) v. 3 has ISBN 0-500-01164-8.
- Haydn: A Documentary Study. New York: Rizzoli, 1981. ISBN 0-8478-0388-0.
- Mozart and the Masons: new light on the lodge "Crowned hope". New York, N.Y.: Thames and Hudson, 1983, c1982. ISBN 0-500-55014-X.
- Handel and his World. (First American Edition.) Boston: Little, Brown. 1984. ISBN 0-316-51360-1.
- 1791: Mozart's Last Year. London and New York, N.Y.: Thames and Hudson, 1988, 1999. ISBN 0-500-28107-6 .
- With Wyn Jones, David: Haydn, His Life and Music. Bloomington: Indiana University Press. 1988. ISBN 0-253-37265-8.
- Mozart, the golden years, 1781-1791. New York: Schirmer Books, 1989. ISBN 0-02-872025-3.
- Mozart and Vienna. First American Edition: New York: Schirmer Books: Maxwell Macmillan International, 1991. ISBN 0-02-871317-6.
- Vivaldi: Voice of the Baroque. London: Thames & Hudson, 1993. ISBN 0-500-01576-7.